# Божко Олександра Михайлівна
Олександра Михайлівна Божко (1915 — ????) — ланкова по вирощуванню пшениці колгоспу імені Луначарського Краснопільського району Сумської області, Українська РСР, Герой Соціалістичної праці (1948).

## Біографія
Народилася в 1915 році в селі Нижня Сироватка, Сумський повіт, Харківська губернія в селянській родині. Українка.
Працювала в колгоспі імені Луначарського Краснопільського району Сумської області. Після звільнення Сумської області від німецько-фашистських загарбників брала участь у відновленні колгоспу. Очолила ланку по вирощуванню пшениці.
Протягом декількох років отримувала найвищі в районі врожаї пшениці — понад 30 центнерів з гектара на площі 8 гектарів.

## Нагороди
- Указом Президії Верховної Ради СРСР від 16 лютого 1948 року ланковій по вирощуванню пшениці колгоспу імені Луначарського Божко Олександрі Михайлівні було присвоєно звання Героя Соціалістичної Праці із врученням ордена Леніна і Золотої медалі «Серп і молот».
- Нагороджена орденом Леніна, медалями.

## Пам'ять
- Божко А. М. брала участь у документальному фільмі — РАДЯНСЬКА УКРАЇНА. Кіножурнал, березень 1948, № 13. Арх. № 442. Укркінохроніка.[1]